# Condado de Morente
El condado de Morente es un título nobiliario español creado por el rey Felipe III en 1622 a favor de Diego de Haro y Haro, V marqués del Carpio, de la casa del Carpio. Su nombre se refiere Morente, aldea del municipio andaluz de Bujalance, en la provincia de Córdoba.

## Condes de Morente
|                         | Titular                                            | Periodo                 |
| Creación por Felipe III | Creación por Felipe III                            | Creación por Felipe III |
| ----------------------- | -------------------------------------------------- | ----------------------- |
| I                       | Diego de Haro y Haro                               |                         |
| II                      | Luis de Haro y Guzmán                              |                         |
| III                     | Gaspar de Haro y Fernández de Córdoba              |                         |
| IV                      | Catalina de Haro y Enríquez                        |                         |
| V                       | María Teresa Álvarez de Toledo y Haro              |                         |
| VI                      | Fernando de Silva y Álvarez de Toledo              |                         |
| VII                     | María Teresa Cayetana de Silva y Álvarez de Toledo |                         |